# تجمع قذنذل (جيشان)

تعديل مصدري - تعديل

تجمع قذنذل هي إحدى قرى عزلة جيشان بمديرية جيشان التابعة لمحافظة أبين، بلغ تعداد سكانها 30 نسمة حسب تعداد اليمن لعام 2004.